# Symbolisme communiste
Le symbolisme communiste représente initialement les idéaux du communisme mais a aussi été largement employé comme identifiant politique par les partis, les organisations de jeunesse, les états et les forces armées communistes.

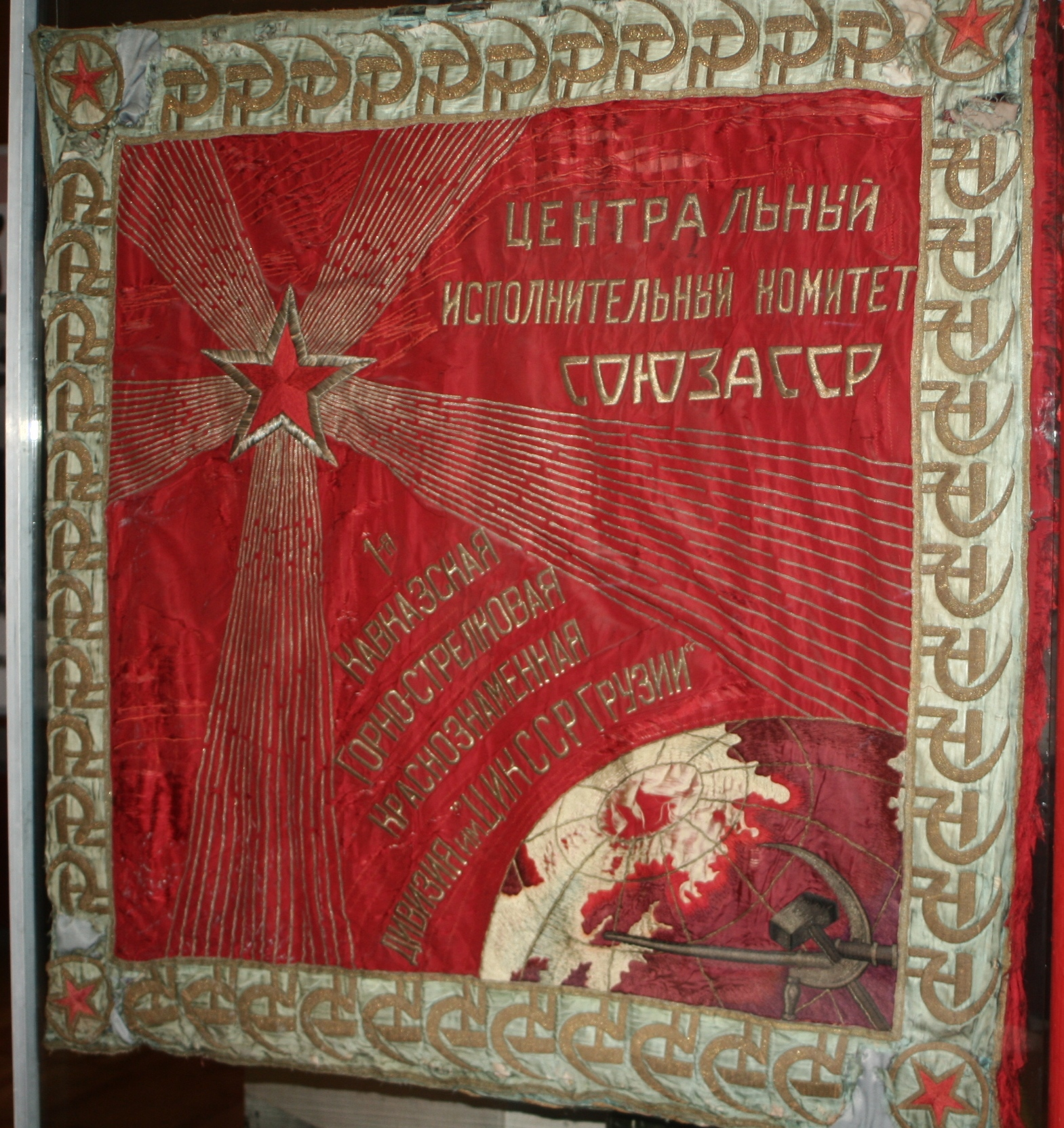
Drapeau de l'Armée Rouge (1918) aux principaux symboles communistes : en bas à droite, à la faucille paysanne et au marteau ouvrier s'ajoute la baïonnette militaire.

## Faucille et marteau
Le marteau et la faucille (Unicode: ☭) est le symbole le plus familier au mouvement communiste. Il croise le marteau du prolétariat ouvrier et la faucille du prolétariat paysan pour figurer l'union des travailleurs agricoles et industriels dans leur combat révolutionnaire.
La faucille et le marteau ont été des symboles de la RSFS de Russie dès 1917, adoptés sur le drapeau de l'Union soviétique en 1923, institués dans la constitution soviétique de 1923 et placés sur les drapeaux des républiques de l'Union soviétique après cette date. Auparavant, ceux-ci étaient généralement totalement rouges, avec le nom de la république écrit en lettres dorées. En revanche, ils ne furent pas intégrés dans les armoiries d'autres pays communistes où ils étaient réservés aux logos de leurs partis communistes, arborés sur fond rouge en alternance avec les drapeaux nationaux de ces pays.

## Étoile rouge
L'étoile rouge à cinq branches représente initialement les cinq continents, symbolisant l'unité des travailleurs du monde (« Prolétaires de tous les pays, unissez-vous ! »). Elle peut aussi représenter la société communiste en cours d'organisation : le parti communiste (pointe du haut), les ouvriers, les paysans, l'armée et les travailleurs des services (служащий) : c'est le cas au Vietnam où elle symbolise l'union des militaires, des ouvriers, des paysans, de la jeunesse et des intellectuels.
Entourée d'un liséré jaune, elle présente sur le drapeau de l'URSS et les drapeaux des républiques soviétiques (anciennes divisions territoriales de l'Union soviétique), souvent en association avec la faucille et le marteau. Pour d'autres pays communistes tels la Chine ou le Vietnam, elle peut être jaune sur fond rouge, ou bien entourée d'un cercle blanc sur le drapeau de la Corée du Nord. Sur le drapeau du Burkina Faso elle est également jaune et rappelle le socialisme. Tous les pays du bloc soviétique sauf la Pologne, la Tchécoslovaquie et l'Allemagne de l'Est, avaient une étoile rouge dans leurs armoiries.

## Drapeau rouge
Bien qu'il soit nettement plus ancien que le socialisme, il est devenu, surtout depuis la Commune de Paris de 1871, le symbole de la révolution socialiste. Évoquant le sang des ouvriers en lutte, il s'opposait alors au drapeau bleu-blanc-rouge qui représentait la répression bourgeoise.
Le drapeau rouge, utilisé par la Commune en 1871, a également été arboré, en alternance avec le drapeau noir des anarchistes, par les premiers révolutionnaires russes, en 1905 et en 1917. Il a aussi été adopté en 1918-1919 par les Spartakistes allemands et par les éphémères républiques des Conseils alsacienne, bavaroise, hongroise ou slovaque entre autres. Après la victoire des bolcheviks, il est devenu en Russie soviétique le drapeau officiel de l'État, et, serti de l'étoile, de la faucille et du marteau, de l'URSS (1923).

## L'Internationale
À partir de 1904, L'Internationale, après avoir été utilisée pour le congrès d'Amsterdam de la IIe Internationale, devient l'hymne des travailleurs révolutionnaires qui veulent que le monde « change de base », le chant traditionnel le plus célèbre du mouvement ouvrier.
L'Internationale a été traduite dans de nombreuses langues. Traditionnellement, ceux qui la chantent lèvent le bras en fermant le poing. Elle est chantée par les socialistes (au sens premier du terme), les anarchistes, les communistes mais aussi les membres des partis sociaux-démocrates, les syndicats et les libres-penseurs de gauche ainsi que dans des manifestations populaires, dont celles de Mai 1968 à Paris. Ce fut aussi l'hymne de ralliement des manifestations de la place Tian'anmen en 1989 à Pékin.
L'Internationale fut l'hymne national de l'URSS (dans une version la plupart du temps expurgée du cinquième couplet) jusqu'en 1944. Elle est toujours l'hymne de la majorité des organisations socialistes, anarchistes, marxistes ou communistes.

## Visage de Che Guevara
Le Guerrillero Heroico, portrait de Che Guevara pris par Alberto Korda est devenu l'une des images les plus reproduites du XXe siècle. Durant la guerre froide qui fut aussi une compétition de propagandes, le statut du « Che » comme icône populaire a diffusé à travers les pays et les époques, amenant à parler d'un « culte du Che ». Toutefois ce « culte » n'a guère atteint les pays d'obédience soviétique ni la Chine où Guevara était considéré comme indiscipliné et marginal et où le culte de la personnalité des leaders locaux dominait. Hors de ces pays en revanche, le portrait du « Che », transformé en graphique monochrome, fut reproduit sur toutes sortes de supports comme des tee-shirts, des posters, des tasses à café, des casquettes ou des paquets de cigarettes, une manière plutôt ironique de faire de larges profits à partir du symbole de l'anticapitalisme.

## Un ancien symbole communiste: la charrue et le marteau

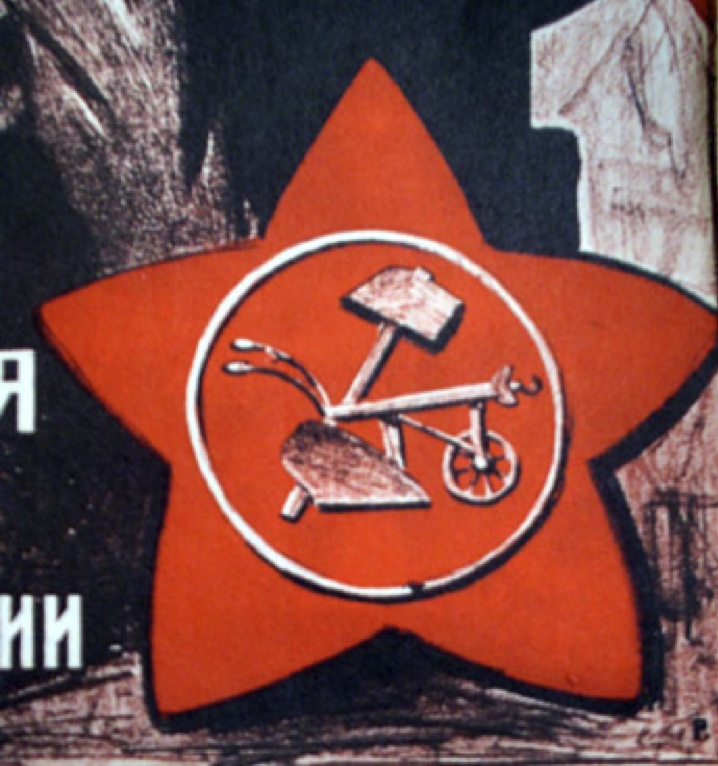
Ancien symbole communiste. Extrait d’une affiche de 1919 à la gloire de l’armée rouge (imprimée à Petrograd, auteur inconnu).

Logotype officiel du Parti des communistes de Hongrie (1918-1943).

Avant la popularisation du symbole communiste de la faucille et du marteau, un autre symbole communiste ancien existait : le marteau et la charrue. Le marteau représentant les ouvriers, et la charrue le prolétariat agricole et la paysannerie.
Ce symbole a notamment été utilisé par le Parti des communistes de Hongrie comme symbole officiel. 